# Йованович, Иван
Иван Йованович (серб. Ivan Jovanović; род. 8 июля 1962, Лозница, Югославия) — югославский футболист, полузащитник. По завершении игровой карьеры — футбольный тренер.
В качестве игрока прежде всего известен по выступлениям за клубы «Рад» и «Ираклис».

## Биография

### Клубная карьера
Во взрослом футболе дебютировал 1972 года выступлениям за команду родного города «Лозница», в которой провёл двенадцать сезонов.
Своей игрой за эту команду привлёк внимание представителей тренерского штаба клуба «Рад», в состав которого присоединился в 1984 году. Отыграл за белградскую команду следующие пять сезонов своей игровой карьеры.
В 1989 году перешёл в клуб «Ираклис», за который отыграл 10 сезонов. Большую часть времени, проведённого в составе «Ираклиса», был основным игроком команды. Завершил профессиональную карьеру футболиста выступлениями за команду «Ираклис» в 1999 году.

### Карьера тренера
Начал тренерскую карьеру вскоре по завершении карьеры игрока, возглавив в 2001 году тренерский штаб клуба «Ники Волос».
В дальнейшем возглавлял клубы «Ираклис» и АПОЭЛ, «Панахаики» и снова «Ираклис».
С 2008 года возглавлял тренерский штаб команды АПОЭЛ.

## Достижения

### Командные
- Чемпион Кипра (4): 2003/04, 2008/09, 2010/11, 2012/13
- Обладатель Кубка Кипра (1): 2008
- Обладатель Суперкубка Кипра (4): 2004, 2008, 2009, 2011

### Личные
- Тренер сезона (Кипр): 2003/04, 2008/09, 2009/10, 2010/11
- Тренер года в Сербии: 2011